# Back to Nature; or, The Best Man Wins
Back to Nature; or, The Best Man Wins è un cortometraggio muto del 1910. Il nome del regista non viene riportato nei credit del film prodotto dalla Vitagraph e interpretato da Maurice Costello e Florence Turner.

## Produzione
Il film fu prodotto dalla Vitagraph Company of America.

## Distribuzione
Distribuito dalla General Film Company, il film - un cortometraggio di 296 metri  - uscì nelle sale cinematografiche statunitensi il 19 agosto 1910.